# Marvin Islands
Marvin Islands är öar i Kanada.   De ligger i territoriet Nunavut, i den nordöstra delen av landet, 4 200 km norr om huvudstaden Ottawa. Arean är 4,5 kvadratkilometer.
Terrängen på Marvin Islands är platt. Öns högsta punkt är 233 meter över havet. Den sträcker sig 2,4 kilometer i nord-sydlig riktning, och 2,7 kilometer i öst-västlig riktning.
Trakten runt Marvin Islands är permanent täckt av is och snö. Trakten runt Marvin Islands är nära nog obefolkad, med mindre än två invånare per kvadratkilometer.